# Příběh kriminálního rady
Příběh kriminálního rady je psychologický román Ladislava Fukse. Hlavním hrdinou je dospívající chlapec Viki, který je přísně vychováván svým chladným despotickým otcem, vrchním kriminálním radou Heumannem. Příběh se odehrává v hlavním městě nejmenovaného západoevropského státu. Román byl poprvé vydán v r. 1971.

## Příběh
Dospívající chlapec Viki Heumann se cítí ve své domácnosti osamělý a odstrčený. Matka mu zemřela v dětství, a tak je vychováván pouze svým otcem, vrchním kriminálním radou, chladným a přísným mužem, který se v minulosti silně zasazoval o to, aby v zemi nebyl zrušen trest smrti. Kriminální rada řeší případ záhadných vražd dvou malých dětí, které se odehrály ve dvou vesnicích nedaleko města. Vikimu se zdá, že je jeho otec v pátrání zcela bezradný a rozhodne se, že se pokusí případ vyřešit na vlastní pěst, aby otci dokázal svou cenu. Zároveň Viki s přítelem plánuje na příští léto dobrodružnou cestu do Turecka. Když jednou přijde Viki pozdě domů, otec mu plánovaný výlet zakáže. Komorník, sloužící v Heumannově domácnosti, Vikimu doporučí, aby upustil od svého nápadu pátrání na vlastní pěst. Viki má komorníka rád a jeho radu respektuje. Později je spáchána třetí vražda malého chlapce, a na kriminálního radu je ze strany veřejnosti vyvíjen značný nátlak a očekává se, že pokud rychle nedojde k vyřešení případu, bude muset na svou funkci rezignovat. Jednoho dne kriminální rada náhle povolí Vikimu zakázanou cestu do Turecka. Poté pozve syna na projížďku. Cestou mu vysvětlí, že v polích za městem dojde k dopadení vraha a že Viki alespoň uvidí uzavření případu, o nějž se tak zajímal. V opuštěné krajině kriminální rada svého syna zastřelí a poprvé od svého dětství uroní slzu lítosti. V závěru příběhu kriminální rada dopadne skutečného pachatele, který je usmrcen během výslechů. Jen kriminální rada a jeden jeho kolega znají skutečnou pravdu: Pachatel Brikcius spáchal první dvě vraždy a jeho usmrcení ve vězení bylo tedy oprávněné, protože trest smrti by jej stejně neminul. Třetí vraždu spáchal Viki, který se chtěl otci pomstít a doufal, že kriminální rada přijde o svou funkci a skončí jako zlomený muž. Když tedy kriminální rada zastřelil svého syna, vykonal na něm popravu za spáchaný zločin, avšak uchránil jeho památku od hanby.

## Žánr příběhu
Román bývá často prezentován jako detektivka, nicméně lze říci, že se tomuto žánru spíše podobá, ale nenaplňuje jeho podstatu. Na začátku románu je sice spáchán zločin, jehož pachatel je na konci odhalen, nicméně vyšetřovací postup, jímž k tomuto odhalení dojde, zůstává čtenáři utajen a není pro děj knihy ani podstatný. Proto se o detektivku v pravém slova smyslu nejedná. Hlavní důraz románu spočívá na detailním rozpracování pochroumaného vztahu otce se synem a ukazuje na zvrácené klima v rodině, jejíž hlava se celý život zabývá zločinem a drží ve svých rukou státní právo trestu smrti a veškerou policejní moc.